# King Crimson
King Crimson – angielski zespół muzyczny z kręgu awangardowego i progresywnego rocka, założony w 1969, aktywny z przerwami do 2022 roku. Jego korzeni należy szukać w krótko działającym Giles, Giles and Fripp. Wskutek licznych zmian personalnych nigdy nie wykształcił stałego brzmienia. Założycielem i jego jedynym stałym członkiem jest Robert Fripp, wirtuoz gitary, grający również na melotronie. Muzyka King Crimson czerpie wiele inspiracji z muzyki poważnej, w tym współczesnej, a także z awangardowego jazzu i jazz-rocka. Złożoność i różnorodność poszczególnych wcieleń zespołu nie pozwala na jednolitą analizę dokonań grupy. Charakterystycznym dla King Crimson jest to, że nigdy nie odstąpił od awangardowej koncepcji na rzecz łatwiejszego brzmienia (Roberta Frippa charakteryzuje bardzo poważny stosunek do własnej twórczości). Kilkakrotnie zawieszał działalność, ostatnio w 2010, wówczas Fripp deklarował, że na czas nieokreślony, jednak w 2013 ponownie powołał zespół do życia. Pod koniec 2022 zespół po raz kolejny zawiesił działalność.

## Historia

### Lata 1969–1974

#### Powstanie zespołu

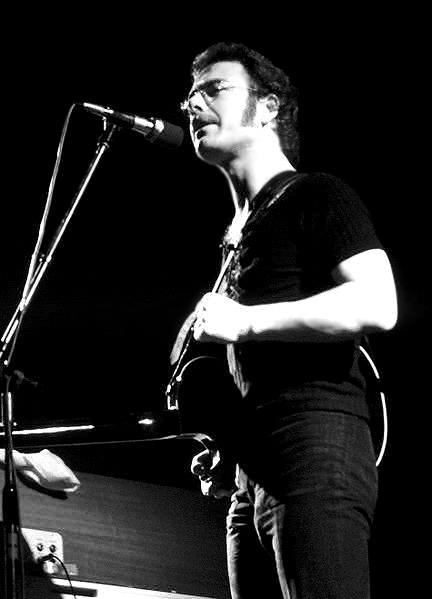
Robert Fripp w roku 1974

Robert Fripp i Greg Lake poznali się podczas nauki gry na gitarze w Bournemouth. Będąc nastolatkiem Robert grał w grupie The Ravens, w składzie której był także Gordon Haskell, następnie w latach 1965–1966 obydwaj występowali w League of Gentelmen. Fripp udzielał się także w Majestic Dance Orchestra. Michael i Peter Giles byli członkami zespołu Dowland Brothers w latach 1962–1964 a później Trendsetters, Ltd., którego szeregi opuścili latem 1967. Mike Giles: „Mój brat i ja byliśmy zainteresowani stworzeniem czegoś nowego i innego. I daliśmy ogłoszenie, że szukamy organisty, który umiałby śpiewać. Odpowiedział na nie Robert Fripp, przedstawiając się jako gitarzysta, który nie potrafi śpiewać. Zaintrygował nas”. Fripp: „Po trzydziestu dniach wspólnego grania zapytałem, czy zostałem przyjęty. Michael Giles skręcił papierosa i powiedział, bardzo powoli: W tego typu sprawach pośpiech nie jest wskazany. Po dzień dzisiejszy właściwie nie wiem czy dostałem tę robotę”.
We wrześniu 1967 panowie przenieśli się do Londynu aby założyć trio Giles, Giles and Fripp, które wydało tylko jedną płytę latem 1968, poprzedzoną singlami One In a Million i Thursday Morning. Album The Cheerful Insanity of Giles, Giles and Fripp rozszedł się w niewielkim nakładzie 600 egzemplarzy. Pod koniec tego samego roku do zespołu dołączył Ian McDonald, który mając jedenaście lat grał już na gitarze, będąc szesnastolatkiem wstąpił do wojska, gdzie podczas kolejnych pięciu lat nauczył się gry na klarnecie, saksofonie oraz flecie. McDonald zwerbował następnie Petera Sinfielda występującego wówczas w Creation. Sinfield tak to zdarzenie wspominał: „Któregoś dnia Ian przyszedł do mnie i powiedział – Peter, muszę wyznać że twój zespół jest beznadziejny, jednak ty jesteś autorem świetnych tekstów, myślisz że moglibyśmy razem napisać kilka piosenek?”. Do zespołu dołączyła także wokalistka Judy Dyble (ex Fairport Convention) i taki skład nagrał demo I Talk to the Wind oraz Under the Sky. Judy jednakże odeszła, następnie 30 listopada 1968 uczynił to także Peter Giles. Dwa dni później jego miejsce zajął Greg Lake.

„Giles, Giles and Fripp w końcowym okresie działalności tworzyli Peter Giles, Michael Giles, ja i Ian McDonald, a więc w składzie było już trzech kluczowych muzyków King Crimson. I powiedziałbym, że większość składników tego, czym okazał się King Crimson, już tam była. Dodajmy, że teksty dla Giles, Giles and Fripp pisał w ostatnim okresie działalności Pete Sinfield. Jedyna różnica sprowadzała się do tego, że w Giles, Giles and Fripp był Peter Giles, a w King Crimson na jego miejsce pojawił się Greg Lake. Można wszakże powiedzieć, że Peter Giles decydował o charakterze zespołu Giles, Giles and Fripp. I można powiedzieć, że zespół Giles, Giles and Fripp upadł, ponieważ w jego ramach nie było możliwe obranie kierunku, który stał się kierunkiem King Crimson. Nie było możliwe urzeczywistnienie moich wizji. Pewnego dnia zwróciłem się więc do Michaela Gilesa i Iana McDonalda, i powiedziałem im, że mimo całego szacunku dla Petera Gilesa jako muzyka nie wyobrażam sobie dalszej współpracy z nim. Dodałem też, że znam basistę i wokalistę, Grega Lake’a – który chętnie by do nas dołączył, i poprosiłem, by zdecydowali, czy chcą pracować ze mną, czy z Peterem. I obaj opowiedzieli się za kierunkiem, w którym ja chciałem zmierzać. Moja wizja muzyki bardziej ich przekonywała. W rezultacie Peter odszedł, a Greg Lake sprowadził się do Londynu i dołączył do nas. Tak powstało King Crimson”.

13 stycznia 1969 została przyjęta oficjalnie nowa nazwa zespołu – King Crimson (pol. Król Karmazynowy), której pomysłodawcą był Sinfield odpowiedzialny za teksty. Nazwa zespołu wywodziła się z jednego z synonimów Belzebuba, którego imię nie miało tu konotacji z diabłem, lecz według Frippa pochodziło od arabskiego Bi'l Sabab, oznaczającego dosłownie „człowiek z celem”, co było cechą grupy. Tego samego dnia rozpoczęły się próby a instrumentarium zostało poszerzone o melotron. Dziesięć dni później został podpisany kontrakt menedżerski z E.G. 9 kwietnia 1969 grupa dała pierwszy klubowy koncert w Speakeasy Club, a następnie w Midnight Court czy Revolution – tam też Fripp zaczął tradycję występów w pozycji siedzącej, co nie wywołało entuzjazmu ze strony Lake’a: „Nie możesz siedzieć – wyglądasz jak grzyb”. 16 maja King Crimson po raz pierwszy wystąpił w Marquee Club, jako support Steppenwolf.
12 czerwca zespół rozpoczął pracę nad debiutanckim albumem w Morgan Studios z producentem Tonym Clerkiem, znanym ze współpracy z The Moody Blues, jednak rezultaty nie były zadowalające, taśmy zostały zniszczone a praca przerwana. Przed szeroką publicznością grupa zaprezentowała się 5 lipca 1969 w Hyde Parku towarzysząc The Rolling Stones. Przedstawiła wtedy m.in. własną wersję kompozycji Mars Gustava Holsta, która stała się zalążkiem utworu Devil’s Triangle. W sesji dla radia BBC zespół zarejestrował 21st Century Schizoid Man, I Talk to the Wind – pochodzący jeszcze z czasów Giles, Giles and Fripp oraz In the Court of the Crimson King.

#### In the Court of the Crimson King (1969)
King Crimson powtórnie wszedł do studia – Wessex Sound Studios – po podpisaniu kontraktu płytowego z Island. Produkcją zajął się sam zespół i In the Court of the Crimson King, nagrany podczas sesji trwającej od 17 lipca do 20 sierpnia, ukazał się 10 października 1969. Pod względem zaprezentowanego stylu album można było zakwalifikować do rocka progresywnego aczkolwiek zawierał elementy innych gatunków muzycznych. 21st Century Schizoid Man, oparty na hardrockowym riffie był wzbogacony o instrumenty dęte, epatował zniekształconym głosem Lake’a. Epitaph i The Court of the Crimson King zawierały partię melotronu w stylu dziewiętnastowiecznej muzyki symfonicznej, na najbardziej rozbudowany formalnie Moonchild składały się improwizacje harmoniczne, webernowskie struktury punktualistyczne i elementy freejazzowe. W swoich poetyckich, pesymistycznych tekstach Sinfield poruszał takie tematy jak zagłada ludzkości czy bezsens istnienia. Okładka albumu, przedstawiająca krzyczącego człowieka, autorstwa Barry’ego Godbera, stała się jedną z najbardziej rozpoznawalnych obok Dark Side of the Moon Pink Floyd czy White Album The Beatles. Płyta, komplementowana przez Petera Townshenda z The Who oraz Petera Gabriela z Genesis, rozeszła się w Wielkiej Brytanii w nakładzie 100 000 egzemplarzy. W zestawieniu Billboard 200 zajęła 28 pozycję i była to najlepsza lokata w historii formacji. Zespół znalazł uznanie za dojrzałość artystyczną, niemniej część krytyków zarzucała mu pretensjonalność i artystyczny snobizm.

„Podstawą twórczości King Crimson jest zorganizowana anarchia: wyzwalanie potężnych sił chaosu, a następnie szukanie dróg powrotu do stanu równowagi”.

Od 29 października do 16 grudnia 1969 zespół przebywał na trasie koncertowej w USA, podczas której McDonald i Giles zdecydowali o odejściu. 7 grudnia poinformowali o swojej decyzji Roberta, który aby ratować formację zaproponował, że w takim razie on sam odejdzie, jednak Ian powiedział, że King Crimson jest bardziej wizją Frippa niż ich. Również podczas tej trasy grupa koncertowała w San Francisco razem z The Nice. 16 grudnia w Filmore West doszło do spotkania Keitha Emersona i Lake’a. W jego następstwie podjęli decyzję, że po powrocie do Londynu założą własną formację. Lake wspominał: „Nadal uważam że Bob lepiej zrobiłby, mówiąc: Zamknijmy ten rozdział i zacznijmy pod nowym szyldem. Ale on wolał ciągnąć Crimson z nowymi muzykami. Siebie widział w roli lidera, a mnie – na bocznym torze. Dlatego zdecydowałem się odejść. Już wcześniej spotkałem się z Keithem, który zasugerował: A może by tak stworzyć nową grupę”. Po powrocie do kraju zespół rozpadł się – w grudniu 1969 odszedł Greg Lake aby założyć Emerson, Lake and Palmer, natomiast Ian i Michael w 1970 wydali wspólnie jedną płytę McDonald and Giles. McDonald kontynuował swoją karierę w zespole Foreigner.

#### In the Wake of Poseidon (1970)
Na początku 1970 Fripp otrzymał propozycję dołączenia do Yes, w miejsce Petera Banksa, ale odmówił. Sam z kolei próbował pójść w ślady Lake’a aby zasilić szeregi Emerson, Lake and Palmer, ale jego propozycja została odrzucona. Tymczasem szefowie E.G. umieścili w składzie King Crimson Elton Johna, który za kwotę 250 funtów miał zaśpiewać na kolejnym albumie. Do współpracy nie doszło. Jedne źródła podają, że Fripp wyrzucił go po pierwszej próbie, inne natomiast że Robert odwołał sesję po wysłuchaniu jego debiutanckiej płyty. Liderowi udało się zebrać byłych członków zespołu na nagranie singla Cat Food/Groon, wydanego w marcu 1970. W jego rejestracji udział wzięli Mike i Peter Giles, Peter Sinfield, Greg Lake (który w ramach honorarium zażyczył sobie sprzętu nagłośnieniowego) oraz Keith Tippett. Powyższy skład, uzupełniony dodatkowo o Mela Collinsa wraz z gościnnym udziałem Gordona Haskella w Cadence and Cascade, nagrał In the Wake of Poseidon, który został wydany w maju 1970. Album ten był nawiązaniem do debiutu, zarówno pod względem tytułu, jak i zawartości – jednak pozbawionym jego siły, dlatego spotkał się z krytyką ze strony prasy muzycznej. Utwór Pictures of a City był echem 21st Century Schizoid Man, Cadence and Cascade – I Talk to the Wind, natomiast tytułowy In the Wake of Poseidon zawierał odniesienia do Epitaph. Peace, w trzech odsłonach, pełnił rolę klamry, został powtórzony na początku, środku i końcu płyty. Ponad dziesięciominutowy, instrumentalny Devil’s Triangle, noszący znamiona muzycznej anarchii, został podzielony na trzy części. Płyta odniosła sukces, zajęła czwartą lokatę na brytyjskiej liście przebojów. W tym też czasie zespół zaczął zyskiwać coraz większy szacunek ze strony Billa Bruforda, ówczesnego muzyka Yes. Ze względu na brak składu, King Crimson na przestrzeni całego 1970 zaprezentował się publicznie tylko jeden raz – w programie telewizyjnym Top Of The Pops. Był to ostatni występ z udziałem Grega Lake’a.

#### Lizard (1970)
Na pokładzie zespołu został jedynie Fripp i Sinfield, wobec czego plany wspólnej trasy z Traffic musiały zostać odłożone na później. Liderowi jednak znowu udało się pozyskać muzyków na kolejną sesję. 11 grudnia 1970 King Crimson wydał Lizard jako Fripp, Sinfield, Collins, Haskell. Składu dopełnił perkusista Andy McCulloch, rekomendowany przez Keitha Emersona. Album, zawierający muzykę trudną w odbiorze, nasyconą elementami jazzu, groteski muzycznej (m.in.: Happy Family), nie odniósł sukcesu, w Wielkiej Brytanii rozszedł się w nakładzie 35 000 egzemplarzy. Druga strona płyty była wypełniona przez tytułową suitę w nagraniu której gościnnie uczestniczył Jon Anderson z Yes, jako że linia wokalna utworu wykraczała poza możliwości Haskella. Okładka płyty, przedstawiająca m.in. cyrk oraz zespół The Beatles, była odpowiednio ilustracją do utworów Circus oraz Happy Family. Tymczasem w grupie narastał konflikt. Haskell nie przepadał za tekstami pisanymi przez Sinfielda, szczególnie do gustu nie przypadł mu Indoor Games, czego wyrazem był wybuch śmiechu nagrany na końcu utworu. Natomiast grę Tippetta nazwał „bieganiną kota po fortepianie”. Jeszcze przed wydaniem Lizard, w październiku 1970 odszedł Haskell aby skupić się na karierze solowej oraz McCulloch aby dołączyć do Greenslade. W ich miejsce zostali przyjęci Boz Burrell i Ian Wallace. W przesłuchaniach które odbyły się w tym czasie, Robert Fripp odrzucił m.in. kandydaturę Bryana Ferry.

„Robert Fripp wyrzucił wszystkie zasady, które zgłębiałem do tamtej pory, przez okno. W krótkim okresie współpracy z nim miałem kompletny mętlik w głowie. Wiem oczywiście, że Robert to wielki innowator, który penetruje niezbadane ścieżki w świecie rocka. Ale ja miałem to gdzieś...”.

#### Islands (1971)
W 1971 grupa koncertowała w Niemczech, Wielkiej Brytanii oraz Stanach Zjednoczonych. 3 grudnia wydała Islands (ostatnia płyta z tekstami Sinfielda) na której znalazły się utwory tak różne jak Ladies of the Road – w stylu The Beatles, Formentera Lady, Sailor’s Tale – które miały cechy kolażu dźwiękowego czy Prelude: Song of the Gulls na obój i instrumenty smyczkowe. Tytułowy Islands, o kantylenowej melodyce, został uzupełniony o zapis próby zespołu. Korzenie The Letters sięgały utworu Drop In, skomponowanego przez King Crimson jeszcze w 1969, natomiast Prelude: Song of the Gulls był rozwinięciem Suite No. 1 z czasów Giles, Giles and Fripp. Pod względem literackim album tworzył całość – Sinfield zaproponował teksty traktujące o poszukiwaniu miłości. Płyta, w porównaniu z dotychczasowym dorobkiem zespołu, zyskała opinię najsłabszej, wzbudziła także wiele kontrowersji wśród fanów zespołu.
W tym czasie narastał konflikt między Frippem a Sinfieldem, który był zagrożeniem dla pozycji lidera w zespole, dlatego też został on ostatecznie wyrzucony przez gitarzystę ze składu. Jednak Robert, na łamach New Musical Express, tak tłumaczył swoją decyzję: „Wszystko to, co było twórcze między nami skończyło się, przestałem wierzyć w Pete’a... Doszedłem do takiego momentu, że czułem iż pracując dalej razem nie osiągniemy niczego lepszego w porównaniu z tym, co zrobiliśmy do tej pory”. Zaraz potem odejście zadeklarowali Wallace, Collins i Burrell, co było spowodowane faktem iż Fripp widział siebie w roli jedynego kompozytora grupy. Ze względu jednak na wcześniejsze zobowiązania, 11 lutego 1972 King Crimson wyruszył w trasę po Stanach Zjednoczonych. Zapis z koncertów tego okresu znalazł się na płycie Earthbound, jednakże na skutek nagrywania materiału za pomocą przenośnego sprzętu magnetofonowego jakość dźwięku była tak słaba, że Atlantic Records odmówił jej wydania. Po powrocie do kraju, w kwietniu, formacja rozpadła się. Wallace, Collins i Burrell dołączyli do Snape, natomiast później Burrell uzupełnił skład Bad Company jako basista. Tym sposobem Robert Fripp został jedynym członkiem King Crimson.

„Przeżyłem wtedy wiele rozczarowań i musiałem stawić czoło wielu trudnościom. To był naprawdę ciężki okres. Ale w końcu znalazłem się po drugiej stronie...”.

#### Larks’ Tongues in Aspic (1973)

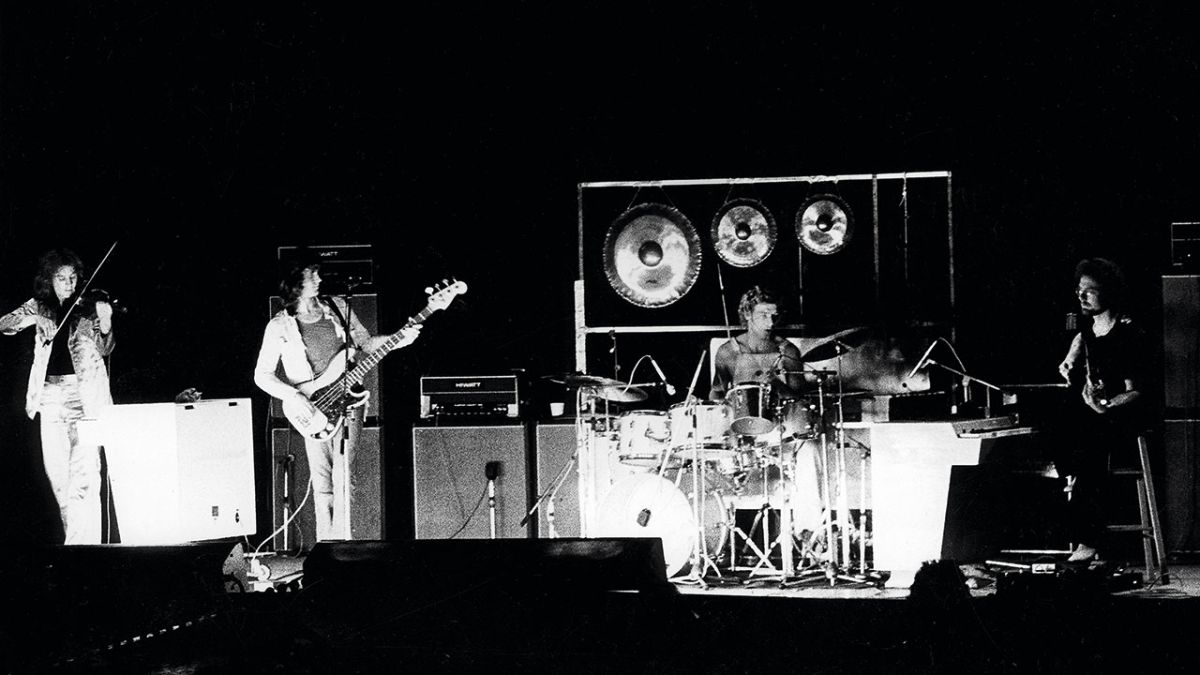
King Crimson w roku 1973

Fripp zaczął formować nowy skład. W maju 1972 dołączył John Wetton znany z Mogul Thrash, David Cross oraz Jamie Muir, który uzupełnił brzmienie nie tylko o instrumenty perkusyjne, ale również o dźwięk łańcuchów, klaksonów, gwizdków, naczyń kuchennych oraz misek wypełnionych skorupami orzechów. Muir występował na koncertach ubrany w futra, wykonywał nieskoordynowane ruchy oraz pluł krwią. Szeregi zasilił także Bill Bruford z Yes, po nagraniu Close to the Edge.

„(...) w moim odczuciu wszystko, czego zespół już dokonał, zaowocowało właśnie na Close To The Edge. Ponadto miałem odczucie, że z tą grupą już niczego większego nie osiągnę. Close To The Edge był nie do przebicia. (Robert Fripp) nie nakłaniał mnie do odejścia z Yes, bo wiedział, że i tak bym odszedł. Ale trafił we właściwy moment”.

We wrześniu 1972 Fripp zaangażował się we współpracę z Brianem Eno, który zaprezentował mu urządzenie umożliwiające nagrywanie dźwięku w ten sposób aby był wielokrotnie powtarzany i dodatkowo można było dodawać kolejne partie instrumentów. Panowie opracowali technikę gry nazwaną frippertronics. Fripp chętnie z niej korzystał przy okazji kolejnych albumów solowych, jak i King Crimson. W następnym roku ukazał się album (No Pussyfooting) sygnowany nazwiskami Frippa i Eno, zawierający muzykę w stylu ambient.
Koniec 1972 wypełniła trasa w Niemczech i Wielkiej Brytanii. W 1973 King Crimson nagrał Larks’ Tongues in Aspic, zawierający m.in. dwie części tytułowego utworu. Pierwsza z nich, o kantylenowej partii skrzypiec, sąsiadującą z ostrym brzmieniem gitary, była dodatkowo uzupełniona o altówkę. Druga, o ostinatowej strukturze, została oparta na dwóch taktach trójdzielnych i jednym czwórdzielnym. W dużej mierze improwizowany album znowu zawierał elementy szeroko pojmowanego jazzu. Obowiązki Sinfielda przejął Richard Palmer-James, kolega Wettona jeszcze z czasów szkolnych. W odróżnieniu od swojego poprzednika – Peter bowiem wspomagał zespół grą na syntezatorze VCS3 – Palmer-James był tylko i wyłącznie autorem tekstów. Poruszał on takie tematy jak „sięganie do wspomnień o sobie z czasu, gdy było się kimś innym” (Book of Saturday), życie w ciągłej drodze (Exiles) czy kierowanie się niskimi pobudkami (Easy Money). 10 lutego 1973 Muir uległ wypadkowi na scenie Marquee Club i był to jego ostatni dzień w King Crimson. Fripp otrzymał potem list w którym Jamie stwierdził, że pragnie wieść życie duchowe w klasztorze w Szkocji, co było efektem lektury Autobiografii jogina Paramahansy Joganandy. Następnego roku zespół udał się w trasę po Europie oraz Stanach Zjednoczonych, wykonując swoje kompozycje za każdym razem w inny sposób skutkiem czego światło dzienne ujrzało wiele bootlegów.

#### Starless and Bible Black (1974)

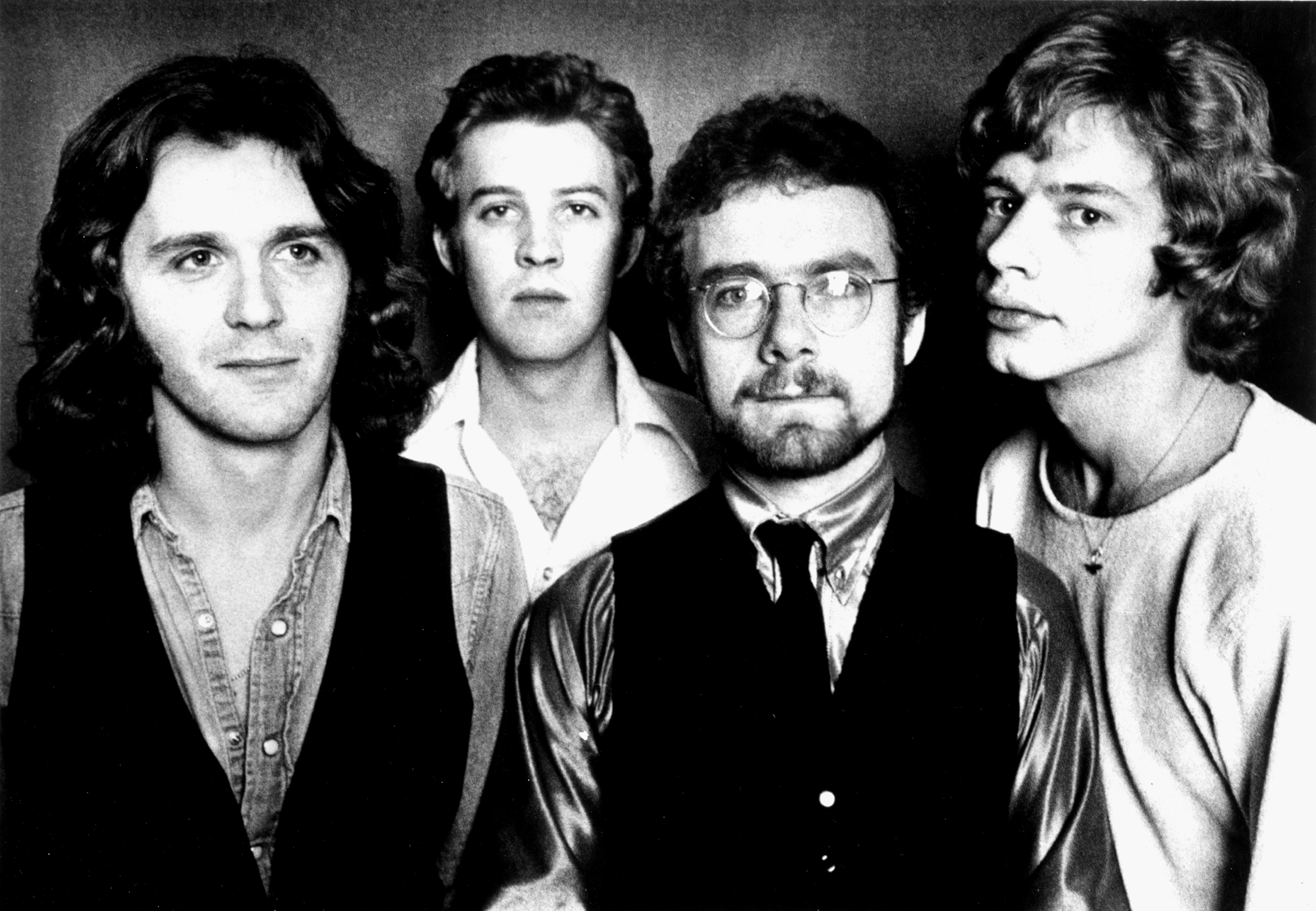
King Crimson w roku 1974

W 1974 ukazał się Starless and Bible Black który poza dwoma pierwszymi piosenkami, był zapisem koncertu grupy w Amsterdamie z dnia 23 listopada 1973. Taki stan rzeczy spowodowany tym że gdy w styczniu 1974 zespół pojawił się w studiu Air, to okazało się, że nie miał żadnego nowego materiału. Podczas edycji albumu publiczność została wyciszona, oprócz utworu Fracture podczas wykonywania którego nastała absolutna cisza. Instrumentalny Fracture, oparty na gitarowym riffie Lament czy hałaśliwy The Great Deceiver były świadectwem zwracania się King Crimson ku muzyce rockowej. Tradycyjnie formacja zaprezentowała dużo improwizowanego materiału (We’ll Let You Know, Trio, Starless and Bible Black), co w ostatecznym rozrachunku sprawiło, że album zawierał muzykę trudną w odbiorze. W warstwie tekstowej The Great Deceiver dotyczył Diabła, Lament traktował o sławie, natomiast The Night Watch był zainspirowany obrazem Straż Nocna Rembrandta. Po raz pierwszy od czasów In the Wake of Poseidon album był promowany singlem The Night Watch/The Great Deceiver. Zespół udał się w trasę po Europie i Stanach Zjednoczonych. Jego występy charakteryzowały kakofoniczne improwizacje przy bardzo silnym nagłośnieniu – członkowie zespołu mieli trudności aby słyszeć siebie nawzajem, czego ostatecznie nie zniósł Cross który opuścił szeregi po lipcowym, nowojorskim koncercie.

„(...) gdy improwizowaliśmy nierzadko zdarzało nam się grać coś, co mogłoby zostać wykorzystane jako tło w horrorach. Wiesz, o wiele łatwiej zagrać coś koszmarnego niż coś pięknego. Odrażające hałasy to coś, co samo wychodzi spod palców. I dlatego często zaczynaliśmy od hałasu, traktując go jako punkt wyjścia do zespołowej improwizacji i przedzieraliśmy się razem przez zgiełk w poszukiwaniu czegoś pięknego. No i czasem znajdowaliśmy. Jest to jednak duża sztuka – wyimprowizować razem coś wspaniałego. O wiele łatwiej zagrać coś koszmarnego”.

#### Red (1974)
Red w podstawowym składzie Fripp, Bruford, Wetton zamknął pierwszy okres działalności grupy. W nagraniu gościnnie uczestniczyli McDonald i Collins zaproszeni przez Wettona oraz Marc Charig i Robin Miller których do udziału poprosił Fripp. Co prawda koncertowy Providence zawierał partie Crossa jednak muzyk ten nie brał udziału w sesji. Album, ciążący ku stylistyce rocka (gitarowe riffy w Red czy One More Red Nightmare), prezentował muzykę bardziej przystępną niż dotychczas i według niektórych krytyków zyskał status opus magnum formacji. Płyta ta stała się inspiracją dla zespołów takich jak Ministry, Nine Inch Nails, Tool czy Nirvana.
Grupa została rozwiązana 25 września 1974 a Fripp deklarował, że „King Crimson jest skończony teraz i na zawsze”. Wetton nie krył swojego rozczarowania twierdząc że Robert bał się sukcesu i nie chciał aby King Crimson stał się gwiazdą.

„Gdybyśmy wtedy ruszyli w trasę, Red zrobiłby w Ameryce furorę. Nawet dziś, ćwierć wieku później, panuje tam opinia, że to wielki album. Ale Robert bał się sukcesu. Nie chciał dopuścić, by King Crimson stał się megagwiazdą jak Pink Floyd czy Genesis. Mógłby bowiem stracić kontrolę nad zespołem... Po tych dwóch latach naprawdę ciężkiej pracy, licznych koncertach i trzech płytach rozwiązanie zespołu było dla mnie gorzkim zawodem. To było wielkie rozczarowanie. Ja liczyłem na to, że będę grał w King Crimson kolejne dwadzieścia, dwadzieścia pięć lat...”.

Za rozwiązaniem grupy stał także narastający konflikt pomiędzy liderem a Wettonem i Brufordem oraz to że Fripp pod wpływem nauk Johna G. Benneta, ucznia Georgija Gurdżijewa postanowił odpocząć od muzyki.

### Lata 1974–1980 – przerwa w działalności

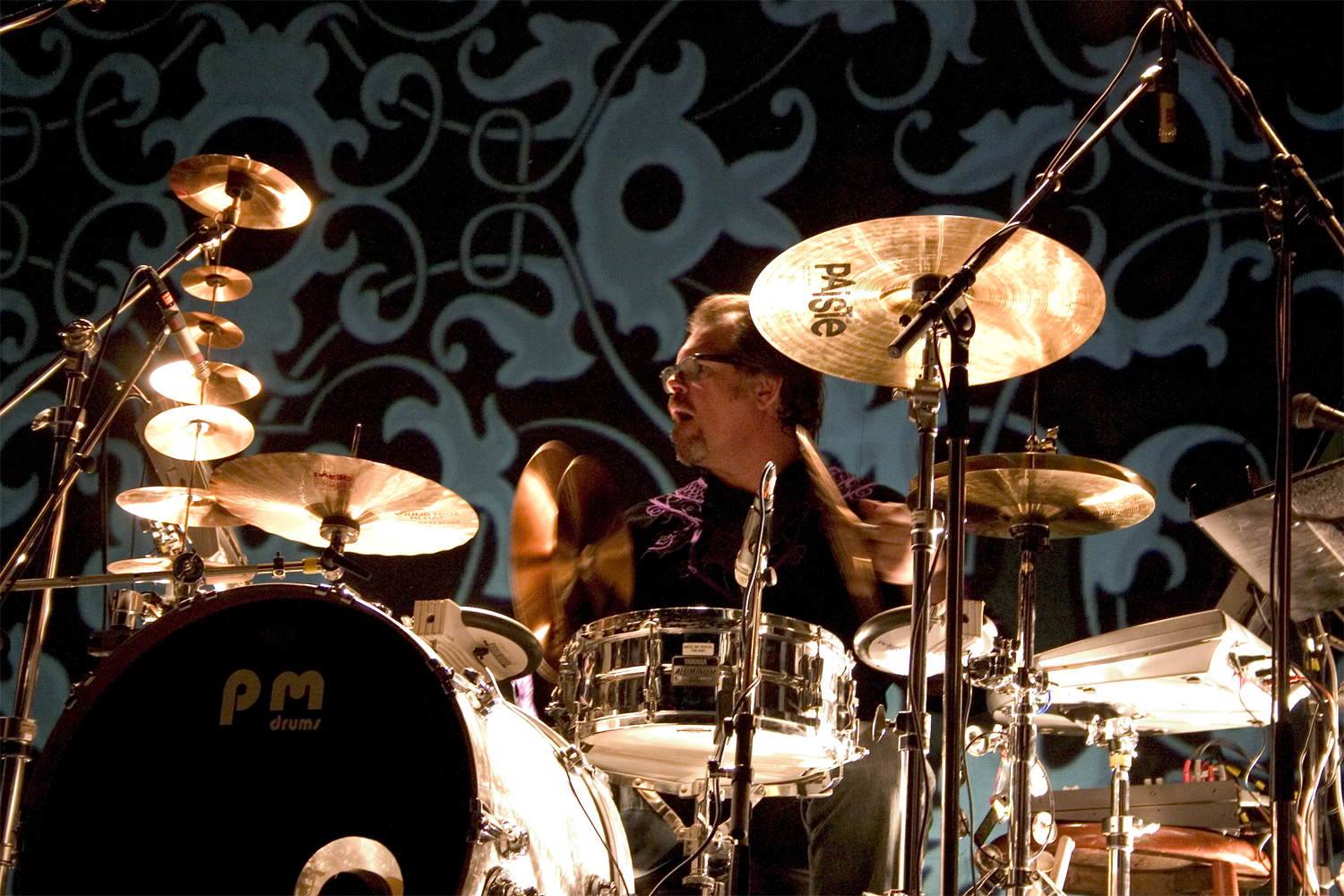
Pat Mastelotto

Począwszy od października 1974 Fripp spędził rok w Instytucie Harmonijego Rozwoju Człowieka studiując prace Gurdżijewa. Rozstanie z muzyką nie trwało jednak długo. Już w 1975 została odnowiona współpraca z Eno, czego owocem była płyta Evening Star. W czerwcu 1975 ukazał się koncertowy USA. Na początku 1976 Island Records wydał podwójny album retrospektywny A Young Person’s Guide to King Crimson, zawierający m.in. I Talk to the Wind w wersji z Judy Dyble, oraz do tej pory publikowany wyłącznie na singlu Groon. Fripp następnie uczestniczył jako gitarzysta w nagraniu pierwszej solowej płyty Petera Gabriela, drugą natomiast wyprodukował. Przy tej okazji spotkał się z Tonym Levinem, basistą używającego także sticka. Pod pseudonimem Dusty Road, Fripp udał się z Gabrielem w trasę koncertową, podczas której grywał ukryty za kurtyną lub głośnikami. W 1977 doszło do próby reaktywacji King Crimson, aczkolwiek okazało się, że Wetton był zainteresowany muzyką bardziej komercyjną, co zresztą już wcześniej zarzucał mu Fripp. Wetton porozumiał się jednak z Brufordem i obydwaj założyli UK. Po nagraniu debiutanckiej płyty, U.K., Bruford odszedł, UK zdołało nagrać jeszcze tylko jeden album – Danger Money, po czym grupa się rozpadła. John Wetton kontynuował karierę m.in. w szeregach zespołu Asia. Bruford tymczasem działał pod własnym szyldem i na przestrzeni lat 1978–1980 wydał cztery pozycje: Feels Good to Me, One of a Kind, Gradually Going Tornado oraz The Bruford Tapes, zawierające głównie muzykę jazzrockową.
W 1977 Robert Fripp wystąpił na „Heroes” Davida Bowie, a także wziął udział w sesji Sacred Songs Daryl Halla. W 1979 wydał swój pierwszy solowy album Exposure nagrany razem m.in. z Peterem Gabrielem, Brianem Eno, Peterem Hammillem czy Philem Collinsem. W tym samym roku podjął współpracę z Talking Heads, został producentem płyty Fear of Music gdzie dodatkowo zagrał także na gitarze. W 1980 powołał do życia grupę The League of Gentlemen – była to identyczna nazwa pod której szyldem występował z Haskellem jeszcze w latach sześćdziesiątych. Zespół udał się w trasę po Europie i Stanach Zjednoczonych, w sumie zagrał 77 koncertów i wydał płytę zatytułowaną po prostu The League of Gentlemen. Dla historii King Crimson jest ważne że pięć z tych koncertów otwierał jako support Adrian Belew (znany ze współpracy z Frankiem Zappą czy Talking Heads) wraz ze swoim projektem GaGa i wtedy też panowie mieli okazję się poznać. Inne źródła podają informacje, że Fripp z Belew spotkali się podczas pierwszego dnia tournée Talking Heads w 1980. Na początku lat osiemdziesiątych doszło do ponownego kontaktu Frippa z Brufordem i obydwaj postanowili kontynuować wspólną działalność, jednak Robert wykluczał nazwę King Crimson. Bruford rekomendował Jeffa Berlina jako basistę, ale Fripp zdecydował się ostatecznie na Tony’ego Levina. Zatrudniono także Adriana Belew. Tak powstał zespół Discipline. Zaangażowanie muzyków zza oceanu (Levin, Belew) Fripp komentował: „Amerykanie są lepszymi wykonawcami pomysłów, które im się podsuwa, ale sami nie mają pomysłów. Anglicy mają pomysły, ale nie potrafią ich realizować. To oczywiście uproszczenie – tak wyglądają sytuacje skrajne... Dziś byłoby mi bardzo trudno stworzyć King Crimson wyłącznie z brytyjskich muzyków... Brytyjskim muzykom można zarzucić także to, że bardzo szybko się starzeją. Amerykańscy muzycy o wiele dłużej pozostają młodzi”.

### Lata 1981–1984

#### Discipline (1981)

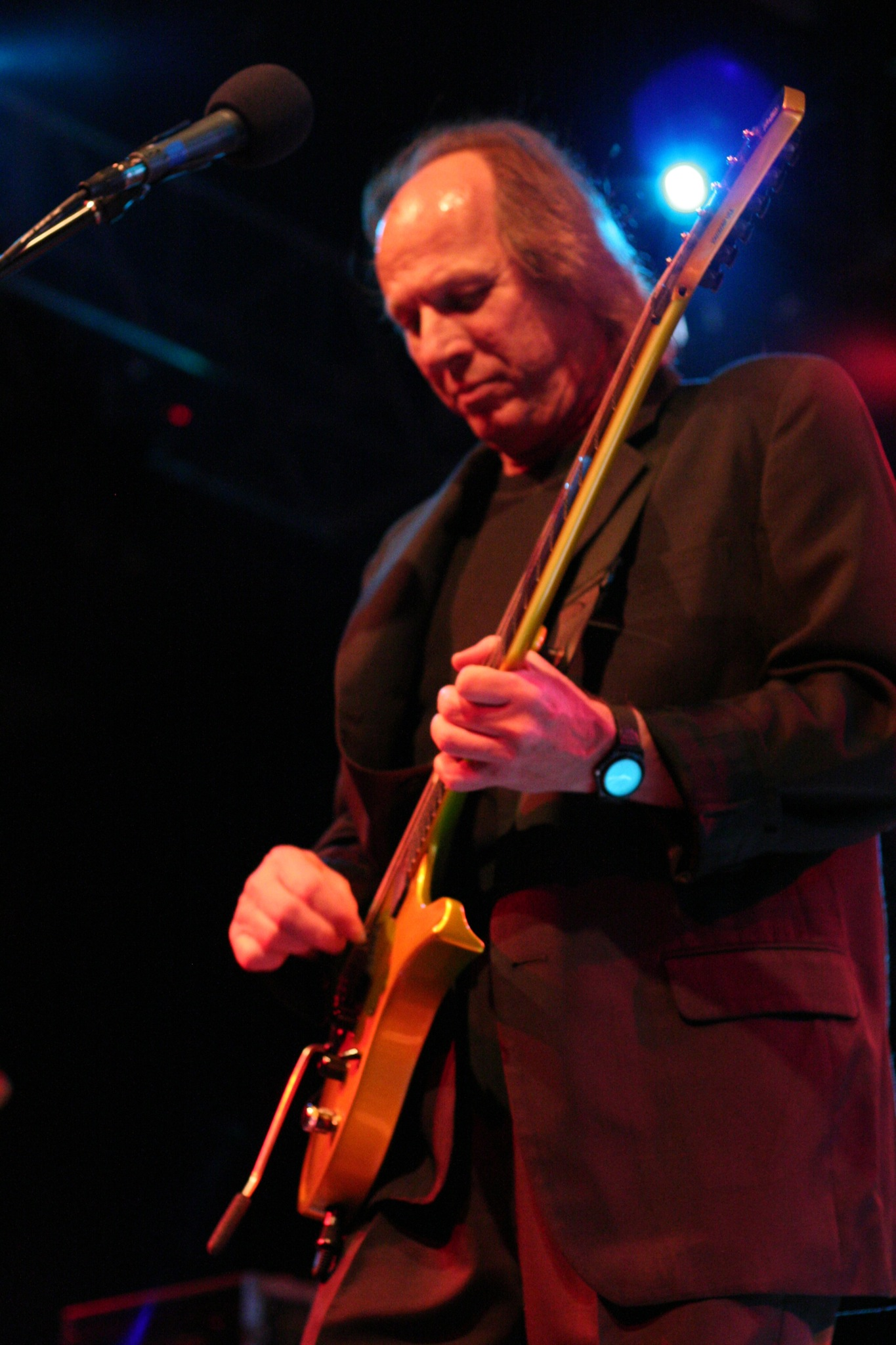
Adrian Belew

Grupa Discipline, zadebiutowała przed publicznością występem 30 kwietnia 1981 w klubie Moles w Bath. Następnie wyruszyła w trasę po Europie, po zakończeniu której Fripp podjął decyzję o powrocie do poprzedniej nazwy.

„Ja sam nigdy nie lubiłem nazwy Discipline. Jednakże zanim weszliśmy do studia nagrać płytę Discipline, nie było mowy o tym, byśmy nazwali się King Crimson. Nie chcieliśmy bowiem, by ktoś z prasy pojawił się na którymś z koncertów naszej pierwszej trasy i go zrecenzował. Dopiero gdy tournée dobiegło końca, powiedzieliśmy sobie: Zaraz, zaraz. To przecież jest King Crimson. Może więc byśmy tak właśnie się nazwali. Robert to przemyślał. I zmienił nazwę z Discipline na King Crimson”.

Wielu fanów odrzucało nowe wcielenie zespołu twierdząc że nie jest to prawdziwy King Crimson, co ostatecznie sprawiło iż Robert Fripp podczas jednego z koncertów zwrócił się do publiczności, domagającej się starego repertuaru, aby ta udała się w takim razie na występ Grega Lake’a który w tym samym czasie grał wczesne utwory formacji.
We wrześniu 1981 ukazał się Discipline prezentujący nowe oblicze zespołu. Ta płyta to przede wszystkim charakterystyczne brzmienie gitary, oparte na wielokrotnie powtarzanych frazach, pozbawiona bogatego instrumentarium po które grupa sięgała w przeszłości. Album zawierał elementy gatunku new wave, jazzu nowoczesnego, muzyki awangardowej oraz odniesienia do indonezyjskiej muzyki ludowej w wykonaniu zespołów gamelan (szczególnie utwory takie jak Elephant Talk, Frame by Frame, Discipline). Z kolei Thela Hun Ginjeet opierał się na rytmach afrykańskich. Formacja wprowadziła także nowe instrumenty – Levin grał na sticku, natomiast Brufford zaczął używać elektronicznego zestawu perkusyjnego firmy Simmons. Obowiązki autora tekstów przyjął Belew, ulegając pod tym względem wpływom twórczości Jacka Kerouaca oraz Paula Bowlesa. Discipline, po raz pierwszy w historii zespołu, została wyprodukowana przy pomocy osoby z zewnątrz – Rhett Daviesa. Płycie towarzyszył singiel Matte Kudasai/Elephant Talk. Mimo kontrowersji jakie początkowo wywołała przedstawiona muzyka, album zdobył uznanie wśród fanów – wielu z nich oceniło go na równi z In the Court of the Crimson King.

#### Beat (1982)

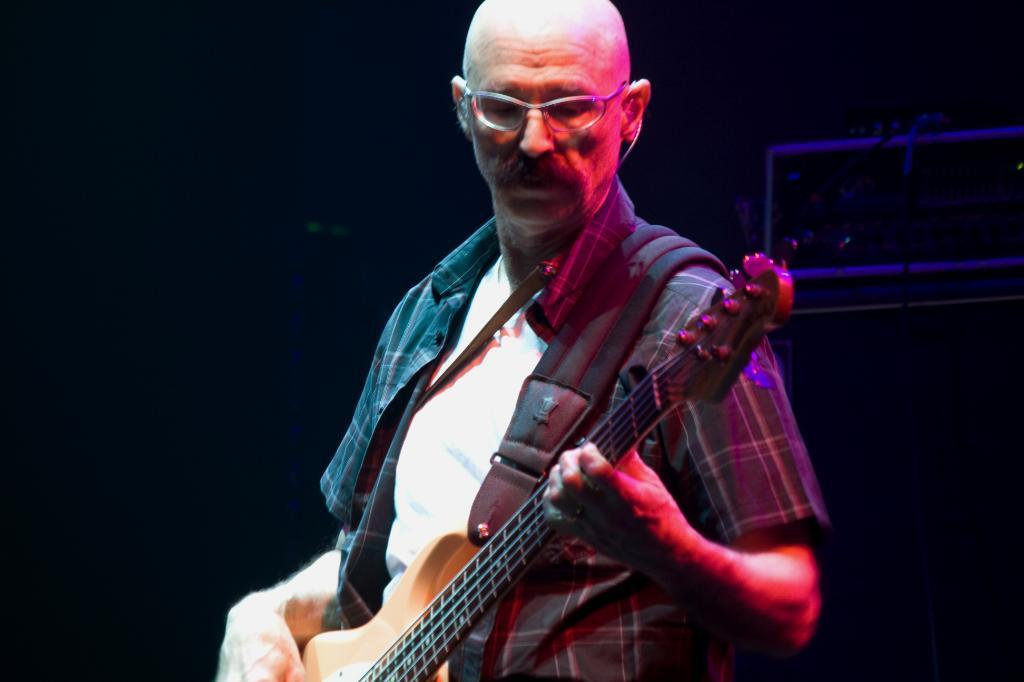
Tony Levin

Gdy grupa ponownie weszła do studia, powtórzyła się sytuacja jak w przypadku Starless and Bible Black – brakowało nowego materiału. Zaczęły się także konflikty na linii Fripp – Belew. Zdarzyło się, że lider wyrzucił raz wokalistę ze studia, a ostatecznie sam nie brał udziału w miksowaniu płyty. W 1982 został wydany Beat, który zyskał opinię płyty gorszej od swojej poprzedniczki, natomiast niektóre źródła określiły ją mianem artystycznej porażki. Płyta była kontynuacją pomysłów oraz idei przedstawionych na Discipline nie tylko pod względem muzycznym, ale i literackim. Sam tytuł – Beat – jednoznacznie odnosił się do ruchu bitników, a piosenka Neal and Jack and Me bezpośrednio nawiązywała do Jacka Kerouaca oraz jego przyjaciela Neala Cassady’ego – Fripp rekomendował Adrianowi lekturę W drodze Kerouaca. Po wydaniu albumu, promowanego singlem Heartbeat/Requiem, grupa koncertowała w Europie oraz Stanach Zjednoczonych.

#### Three of a Perfect Pair (1984)
W marcu 1984, promowany singlem Sleepless/Nuages (That Which Passes, Passes Like Clouds), ukazał się Three of a Perfect Pair, który zawierał głównie utwory instrumentalne, a także trzecią część Larks’ Tongues in Aspic. Płyta ciążyła nieco ku muzyce pop, w szczególności w utworze Sleepless i Fripp nie był z niej zadowolony. Po jej wydaniu zespół tradycyjnie już udał się w trasę po Europie, Stanach Zjednoczonych i Kanadzie. Po jej zakończeniu, ostatnie dwa koncerty odbyły się 11 lipca 1984 w Montrealu, Robert Fripp podjął decyzje o rozwiązaniu zespołu.

„Trasa dobiegła końca i rozjechaliśmy się do domów. No i kontakt z pozostałymi muzykami się urwał. A kilka miesięcy później byłem w Nowym Jorku i ktoś podszedł do mnie i powiedział: „Słyszałem, że King Crimson nie istnieje”. Pamiętam dokładnie ten moment. Odpowiedziałem: „Rzeczywiście? Nic o tym nie wiem”. I zapytałem: „Kto ci o tym powiedział?” A gość na to: „Mówili w MTV”. Na co ja: „Jeśli tak, to musi być prawda”. W ten sposób dowiedziałem się o rozwiązaniu King Crimson...”.

Ze względu na jednolitą szatę graficzną trzech płyt wydanych w latach 1981–1984, zostały one nazwane „kolorową trylogią”. Był to też jedyny okres w historii formacji kiedy to skład nie ulegał żadnym zmianom. Działalność koncertowa tego wcielenia King Crimson została udokumentowana następującymi filmami:
1. The Noise: Live at Frejus '82 – wydany w 1985, zawierający zapis koncertu z Francji który odbył się w sierpniu 1982[44];
2. Live in Japan 1995 – został wydany w 1996;
3. Neal and Jack and Me: Live 1982–1984 – ukazał się dopiero w 2004 w formacie DVD.

### Lata 1984–1994 – druga przerwa w działalności
Po rozwiązaniu zespołu, Fripp na trzy miesiące odciął się od spraw związanych z muzyką i powrócił do studiowania nauk Gurdżijewa w American Society for Continuous Education w Claymont Court w Wirginii Zachodniej, ostatecznie zostając prezesem tego stowarzyszenia pod koniec 1984. Prowadził tam m.in. seminarium muzyczne Guitar Craft, które zaowocowało utworzeniem projektu o nazwie The League of Crafty Guitarists. Przedstawił wtedy muzykę akustyczną, która została wydana na płytach: Robert Fripp and The League of Crafty Guitarists Live!, The Lady or The Tiger? – obie z 1986, Get Crafty I z 1988, Robert Fripp and The League of Crafty Guitarists Live II z 1990, Show of Hands z 1991 oraz Intergalactic Boogie Express: Live in Europe 1991 z 1995. Jednym z uczestników tychże seminariów oraz projektów był Trey Gunn, który dołączył do King Crimson przy następnej reaktywacji zespołu.
Dokładnie w swoje czterdzieste urodziny, 16 maja 1986 Fripp poślubił piosenkarkę Toyah Willcox. Wraz ze swoją małżonką oraz z Gunnem utworzył zespół Sunday All Over the World, na którego dorobek składa się tylko jedna płyta Kneeling at the Shrine z 1991, zawierająca piosenki z elementami muzyki pop. W lutym tego samego roku z projektu The League of Crafty Guitarists, wyodrębniła się grupa California Guitar Trio, z udziałem której Fripp nagrał płytę The Bridge Between, która ukazała się w 1994 i była sygnowana nazwą Robert Fripp String Quintet.
W 1991 nastąpił przełom we współpracy z E.G. – management sprzedał prawa autorskie zespołu i razem z agencją ubezpieczeniową Lloydsa pozbawił King Crimson należnych honorariów. Robert Fripp pozwał zatem E.G. i proces ostatecznie wygrał.

„W takich sytuacjach w życiu, gdy nie widzimy cienia nadziei na rozwiązanie problemów, nie widzimy odrobiny światła, nie widzimy żadnych możliwości, nasze życie staje się piekłem. I moje życie na kilka lat stało się piekłem. Wdałem się w wojnę, chociaż jestem człowiekiem pokojowo nastawionym do innych ludzi. Są jednak sytuacje, kiedy nawet osoby najbardziej pragnące pokoju muszą walczyć, muszą stawić czoło zatrważającej tyranii...”.

Po zerwaniu kontraktu z E.G. Fripp postanowił utworzyć własną firmę fonograficzną pod nazwą Discipline Global Mobile, która rozpoczęła działalność w 1992. Niezależnie od trwającego procesu sądowego, w 1991 Robert próbował reaktywować King Crimson, tym razem z udziałem Davida Sylviana, muzyka zespołu Japan. David jednakże się nie zgodził, natomiast nagrał z Frippem oraz Treyem Gunnem album The First Day, a następnie koncertowy Damage. Płyty zostały wydane odpowiednio w 1993 i 1994. Również w 1994 Fripp nawiązał współpracę z grupą The Orb i pod szyldem FFWD ukazała się płyta z muzyką techno.
W latach 1984–1994 pozostali muzycy King Crimson skupili się na swoich solowych projektach. Bill Brufford od 1986 kierował własną grupą o nazwie Bill Brufford’s Earthworks z którą wydał cztery płyty: Bill Brufford’s Earthworks z 1987, Dig? z 1989, All Heaven Broke Lose z 1991 oraz koncertową Stamping Ground – Live. Z kolei w latach 1988–1991 uczestniczył w projekcie Anderson Bruford Wakeman Howe. Adrian Belew w 1985 założył zespół The Bears i wydał z nim dwa albumy: The Bears z 1987 i Rise and Shine z 1988. Natomiast Tony Levin dołączył do Petera Gabriela, a także brał udział w wielu nagraniach jako muzyk sesyjny.
W czasie przerwy w działalności ukazało się kilka albumów kompilacyjnych King Crimson. W 1986 został wydany The Compact King Crimson z materiałem z lat 1981–1984. Rok 1991 przyniósł dwa albumy: EPkę The Abbreviated King Crimson: Heartbeat oraz czteropłytowy box set The Essential King Crimson: Frame by Frame. Obie zawierały m.in. utwór The King Crimson Barber Shop zaśpiewany przez Levina. W 1992 ukazał się The Great Deceiver – zbiór nagrań koncertowych składu Fripp, Brufford, Wetton, Cross. Rok później światło dziennie ujrzał Sleepless: The Concise King Crimson.

### Lata 1994-2012

#### THRAK (1994)

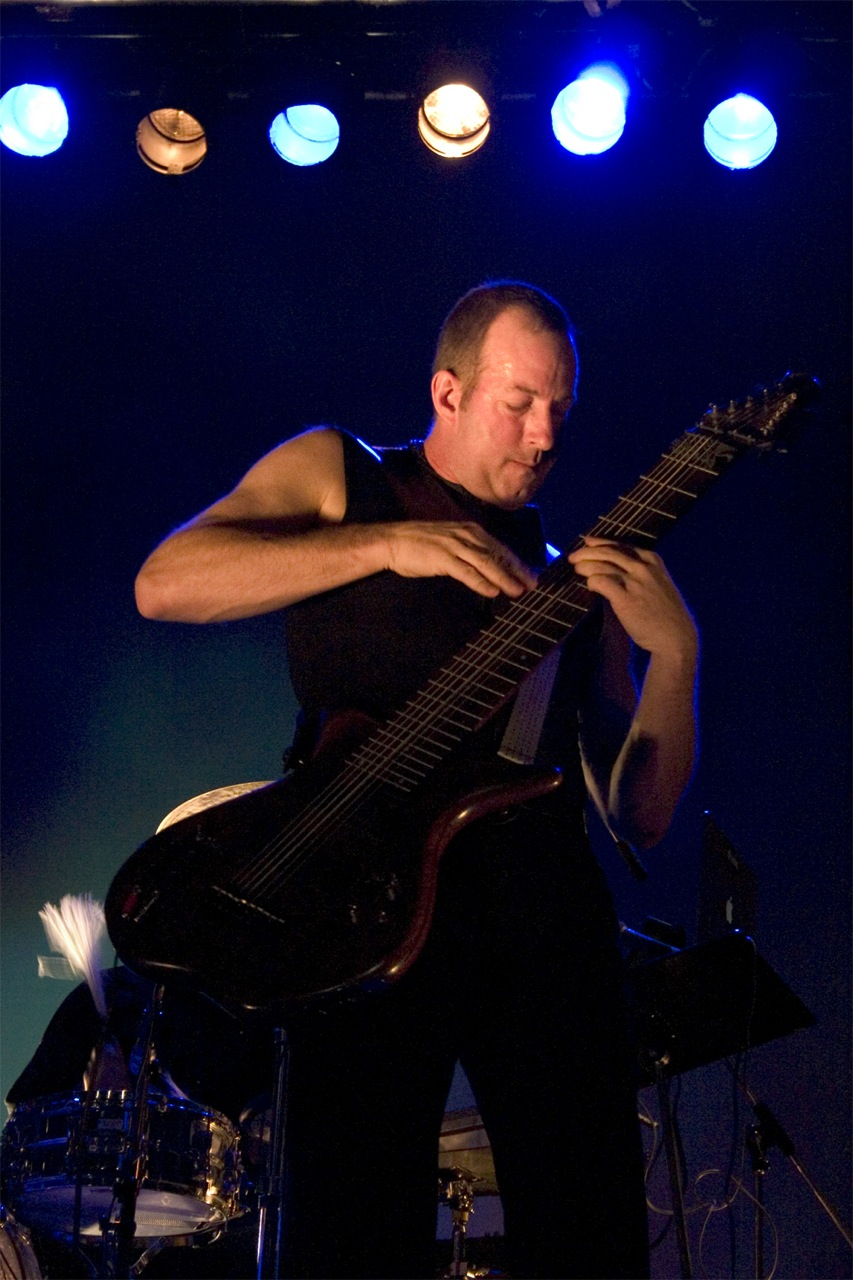
Trey Gunn (1994–2005)

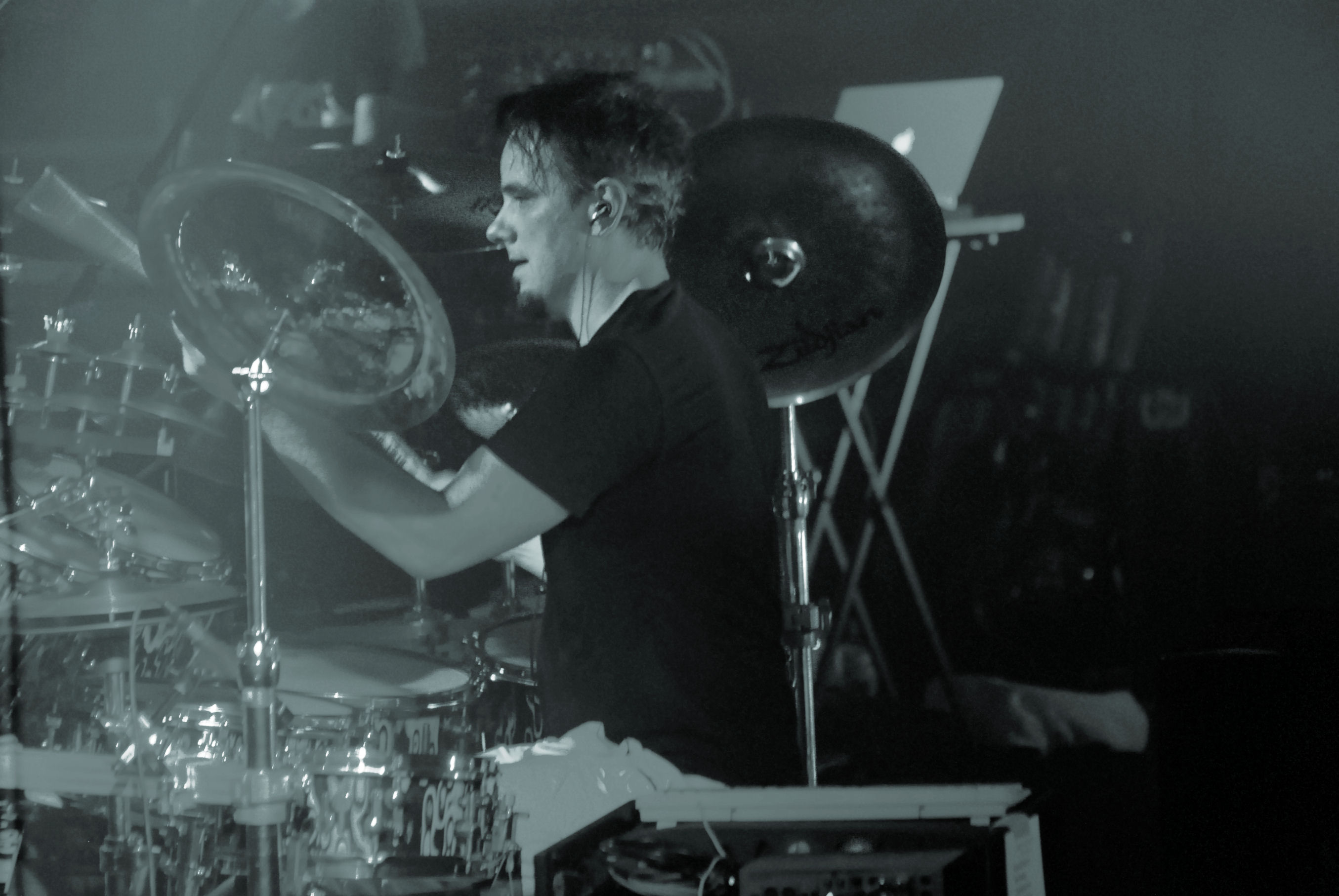
Gavin Harrison

Po zakończeniu trasy z Sylvianem, Fripp podjął decyzję o reaktywacji King Crimson. Wpadł wtedy na pomysł aby skład był sześcioosobowy, z tym że nie miałby to być sekstet, ale raczej podwójne trio. Oprócz muzyków z czasów „kolorowej trylogii” składu miał dopełnić Trey Gunn oraz perkusista Jerry Marotta, jednakże ten ostatni został zastąpiony przez Pata Mastelotto. W kwietniu 1994 Robert Fripp reaktywował King Crimson. W tym samym roku ukazał się minialbum VROOOM, który był zapowiedzią następnego wydawnictwa. Następnie, we wrześniu 1994 grupa dała kilkanaście koncertów w Buenos Aires, czego owocem była EP-ka Dinosaur. Jednakże cały materiał został potem powtórzony na B’Boom: Live in Argentina wydanym w sierpniu 1995, dlatego w rezultacie Dinosaur miał marginalne znaczenie w dyskografii zespołu. Równocześnie tylko w USA wyszła kolejna EP-ka zatytułowana Sex Sleep Eat Drink Dream. Wreszcie w kwietniu 1995 ukazało się długo oczekiwane, nowe dzieło zespołu THRAK. Jak się okazało, pod względem muzycznym, album porzucał styl „kolorowej trylogii” i raczej był kontynuacją Red. Płyta uzyskała wysokie oceny w prasie muzycznej a sam zespół był chwalony za udany powrót po latach.

„Nie ulega wątpliwości, że King Crimson z lat dziewięćdziesiątych pod względem brzmienia bardziej przypomina King Crimson z lat siedemdziesiątych niż ten z lat osiemdziesiątych. Takie płyty, jak „Red”, „Vrooom” i „THRAK” można postawić obok siebie. Różnica polega tylko na tym, że muzyka King Crimson jest dzisiaj o wiele lepiej grana niż wtedy. O wiele lepiej!”.

W 1996 zespół ruszył w trasę po Europie, 7 czerwca po raz pierwszy w swojej historii wystąpił w Polsce w warszawskiej Sali Kongresowej. W tym samym roku został wydany THRaKaTTaK na którym umieszczono wyłącznie improwizacje zespołu pochodzące z różnych koncertów. 1996 przyniósł także kolejną EP-kę – Schizoid Man – prezentującą pięć różnych wersji „21st Century Schizoid Man”. Należy dodać, że ten utwór utrzymał się w repertuarze koncertów zespołu aż do 2000. W kwietniu 1997 ukazał się album Epitaph, będący zestawem nagrań koncertowych z 1969 składu Fripp, McDonald, Lake, Giles, Sinfield. Płyta ta okazała się wystarczającym powodem do pierwszego od grudnia 1969 wspólnego publicznego wystąpienia Frippa, Lake’a, Gilesa i McDonalda do którego doszło 26 kwietnia 1997 w Nowym Jorku. W tym samym roku został wydany także The Night Watch, który był zapisem koncertu z 23 listopada 1973 w Amsterdamie. W maju 1997 zespół zjawił się ponownie w studiu, ale sesja okazała się niepowodzeniem, w związku z czym Robert Fripp po raz kolejny myślał o rozwiązaniu King Crimson. Równolegle jednak wraz z Gunnem oraz Billem Rieflinem z Ministry nagrał płytę The Repercussions of Angelic Behavior, która ukazała się dwa lata później i stanowiła źródło inspiracji do podzielenia King Crimson na kilka mniejszych projektów.

#### The ProjeKcts (1997–1999)
W latach 1997–1999 King Crimson podzielił się na kilka formacji pobocznych, zwanych ProjeKcts:
1. ProjeKct One, który tworzyli Fripp, Gunn, Levin i Bruford – grupa wystąpiła tylko cztery razy w dniach 1-4 grudnia 1997, wydała dwie płyty: Live at the Jazz Café w 1999 oraz Jazz Café Suite w 2002[12];
2. ProjeKct Two: Fripp, Gunn, Belew – wydała dwupłytowy album Space Groove w 1998, nagrany rok wcześniej między 19 a 21 listopada[12]. Od lutego do lipca 1998 zespół koncertował w USA, Japonii, Anglii i Kanadzie co zostało udokumentowane na Live Groove z 1999, oraz na Live in Northampton z 2001;
3. ProjeKct Three: Fripp, Gunn, Mastelotto – odbył pięć koncertów w Austin i Dallas w dniach 21-25 marca 1999, wydał dwie płyty: Masque w 1999 oraz Live in Austin, TX w 2005[12];
4. ProjeKct Four: Fripp, Gunn, Levin, Mastelotto – dał siedem koncertów w USA na przestrzeni października i listopada 1998, efekty pracy można usłyszeć na West Coast Live, oraz Live in San Francisco (The Roar of P4), obie z 1999[12].

Wydany w 1999 zestaw czterech płyt The ProjeKcts podsumował działalność tych grup. Rok wcześniej pojawił się Absent Lovers: Live in Montreal 1984 i był to zapis ostatniego koncertu składu Fripp, Belew, Levin, Brufford, jaki odbył się w Montrealu 11 lipca 1984. W 1999 powiększyła się także wideografia King Crimson – w formacie DVD ukazał się Deja VROOOM – występ z Tokio nagrany w październiku 1995.

#### The ConstruKction of Light (2000)
W 2000 King Crimson nagrał The ConstruKction of Light, m.in. z czwartą odsłoną Larks’ Tongues in Aspic, tym razem jako kwartet: Fripp, Belew, Gunn, Mastelotto. Bruford w tym czasie stał się „zarozumiały, arogancki i złośliwy”, Fripp miał dość z nim współpracy i usunął go ze składu. Inne źródła podają informację, że panowie podjęli decyzję o rozstaniu już w 1997. Tak sprawę komentował Belew: „(...) nie sądzę, by Robert i Bill mogli się jeszcze porozumieć jako muzycy. Nie sądzę, by zmierzali w tym samym kierunku. Bill poszedł całkowicie w stronę jazzu – wypowiada się wyłącznie w takim graniu. A Roberta interesuje odkrywanie nowych terytoriów i będzie to robił z innym bębniarzem. Zdziwiłbym się, gdyby Robert i Bill kiedykolwiek odnowili współpracę ze sobą”. Po odejściu Bruford skoncentrował się na Bill Bruford’s Earthworks. Natomiast Levin, mimo ustalonej sesji King Crimson, dołączył do zespołu Seala, czym zirytował Frippa do tego stopnia że i basista pożegnał się z King Crimson. Lider nie zmienił swojego postanowienia nawet gdy okazało się, że trasa Seala została odwołana. Uszczuplenie składu odbiło się na muzyce, zwłaszcza partie perkusji uległy znacznemu uproszczeniu. Pat Mastelotto, który na poprzednim albumie pełnił rolę właściwie tylko pomocnika, tutaj był głównym perkusistą.

„Na pewno w muzyce, którą razem tworzymy, jest dziś więcej rocka a mniej jazzu. Bill to niesamowity, fantastyczny bębniarz. Potrafił nasycić twórczość King Crimson elementami jazzu, muzyki klasycznej, całej tradycji europejskiej. Ja tego nie potrafię. To są rzeczy, które wykraczają poza moje pojmowanie muzyki. A to oznacza, że granie King Crimson stało się o wiele prostsze, bliższe tradycyjnie pojmowanego rocka, łatwiejsze w odbiorze dla zwykłego zjadacza chleba.”.

Ogólnie płyta była rozczarowaniem – po pierwsze: powtarzała pomysły znane już z poprzednich dokonań, przykładem były utwory FraKctured czy Larks Tongues in Aspic Part IV, po drugie – została źle nagrana i charakteryzowała się dźwiękiem zupełnie pozbawionym dynamiki. Równolegle, pod szyldem ProjeKcts X, zespół wydał album instrumentalny z elementami ambientu i techno Heaven and Earth. W połowie 2000 King Crimson ponownie zawitał do Polski i dał trzy koncerty: 9 czerwca w Poznaniu oraz 10 i 11 czerwca w Teatrze Roma, w Warszawie. Siedem utworów zagranych w Polsce znalazło się na płycie Heavy ConstruKction. Rok później ukazał się, również koncertowy, VROOOM VROOOM z materiałem z lat 1995–1996, czyli z czasów sześcioosobowego składu. W 2001 ukazała się EP-ka Level Five. Płytka, ręcznie ponumerowana, była dostępna tylko i wyłącznie podczas amerykańskiej trasy King Crimson z listopada i grudnia tegoż roku.

#### The Power to Believe (2003)
W 2002 ukazał się EP Happy with What You Have to Be Happy with, minialbum zapowiadał kolejne dzieło zespołu, identycznie tak jak VROOOM poprzedzał THRAK. Kwartet wydał The Power to Believe w 2003.

„Mieliśmy bardzo silne uczucie, że powinniśmy podczas tej sesji wymyślić King Crimson niejako na nowo. Po pierwsze - uszczuplenie składu oznaczało, że zespół działa w zupełnie nowej konfiguracji. Po drugie – zdecydowaliśmy się zwrócić w sposób jeszcze bardziej zdecydowany niż w przeszłości ku ciężkiemu graniu. Zależało nam na stworzeniu materiału wręcz heavyrockowego. W rezultacie wiele kompozycji zaczyna się od ciężkich gitarowych riffów. Właśnie te ciężkie gitarowe riffy są osnową nowej muzyki King Crimson...”.

Leitmotivem płyty był utwór tytułowy, podzielony na cztery części, umieszczony na początku, środku oraz końcu albumu, pod tym względem The Power to Believe przypominał In the Wake of Poseidon. Płyta otrzymała dość zróżnicowane oceny. Niektórzy jednoznacznie stwierdzili iż okazała się „artystyczną wpadką”, inni natomiast porównali ją do osiągnięć takich jak In the Court of the Crimson King, Red czy THRAK. Zespół wyruszył w światowe tournée, przy tej okazji dotarł także do Polski – 16 czerwca 2003 odbył się koncert w Sali Kongresowej. Podczas trasy można było nabyć The Power to Believe Tour Box – zestaw zawierał fragmenty wywiadów oraz zapisy jam session. W 2003 ukazało się DVD Eyes Wide Open, które dokumentowało występ w Tokio z 16 kwietnia. Jego odpowiednikiem na płycie był koncertowy album EleKtriK. Po zakończeniu trasy, Fripp w listopadzie usunął z zespołu Treya Gunna, przyjmując ponownie Tony’ego Levina i Gavina Harrisona, znanego z zespołu Porcupine Tree w roli dodatkowego perkusisty.

### Lata 2005–2012 – trzecia przerwa w działalności
W 2005 Adrian Belew zapewniał: „King Crimson istnieje i ma się dobrze. Do grupy wrócił Tony, co oznacza początek nowego rozdziału w jej działalności. Teraz musimy stworzyć materiał – ukształtować tę nową wersję formacji. Ale to trochę potrwa. Trzeba roku, dwóch a może nawet trzech, aby wysmażyć płytę King Crimson...”. Jednak nie ukazał się żaden materiał prezentujący nową muzykę grupy. W 2006 odbyła się kolejna odsłona z serii ProjeKct, tym razem jako ProjeKct Six w składzie Fripp oraz Belew w roli perkusisty. Duet wystąpił cztery razy, otwierając występy Porcupine Tree.
W 2007 pytany o przyszłość King Crimson, Pat Mastelotto odpowiedział: „Ostatnio rozmawiałem z Robertem wiele miesięcy temu, ale na przykład wczoraj wysłał mi mail. Nie ma żadnych planów odnośnie do nowej płyty, jest za to plan, żeby zagrać kilka koncertów w jednym miejscu – na przykład przez tydzień w Nowym Jorku, San Francisco albo jeszcze gdzieś indziej – ale żadnych konkretnych ustaleń. Pierwsze próby mamy odbyć w kwietniu, kolejne w czerwcu... Potem podejmiemy decyzję”. Latem 2008 zespół powrócił na kilka koncertów zagranych na zachodnim wybrzeżu USA w ramach „Return of the Beast Tour”. Trasa koncertowa obejmująca wschodnie wybrzeże USA planowana była na rok 2009. Niestety w związku z nieporozumieniem wywołanym napiętym terminarzem Adriana Belew, Robert Fripp porzucił ten zamiar i nie zdecydował się na powrót na scenę pomimo próśb Belewa, który wyjaśnił zaistniałe omyłkowo nieporozumienie. Na przestrzeni dwóch kolejnych lat grupa dała dwa koncerty. W połowie 2010, Belew zaproponował reaktywację zespołu w składzie z czasów „kolorowej trylogii”. Inicjatywa została odrzucona zarówno przez Billa Brufforda: „Za bardzo kocham King Crimson z lat osiemdziesiątych aby ryzykować powrót, obawiam się, że jest on skazany na porażkę”, jak i Frippa: „Aby nie powiedzieć nie, nie powiem tak”. Aczkolwiek przy tej okazji lider stwierdził że: „woli skierować energię na tworzenie nowej muzyki Crimson, natomiast nie w najbliższej przyszłości”. W grudniu 2010, na stronach prowadzonego przez siebie pamiętnika, Robert Fripp ogłosił, że nie ma żadnych planów związanych z dalszą działalnością King Crimson. Trey Gunn: „W Crimson zawsze chodziło o robienie czegoś nowego, o zaprezentowanie czegoś, czego jeszcze nigdy przedtem nie słyszałeś. To podstawowa wartość dla King Crimson, gdyby działał inaczej, zamieniłby się w kabaret (...). Robert jest wystarczająco mądry, aby wyciągnąć wtyczkę, zanim coś takiego stanie się z zespołem”.

Gdy tylko czułem potrzebę, aby muzyka King Crimson ujrzała światło dzienne, byłem przygotowany aby znosić wszelakiego rodzaju nonsensy który temu zazwyczaj towarzyszyły. Dzisiaj, mam inne priorytety niż tworzenie nowej muzyki King Crimson, a potem wyruszenie w tournée aby próbować przedstawić ją ludziom, którzy chętniej by posłuchali starszego repertuaru (który oczywiście jest wspaniały - pozwolę sobie zauważyć). Muzyka na żywo z dowolnego okresu King Crimson byłaby czymś cennym, jednak wątpię aby była w stanie wpłynąć na kształt współczesnej sceny. Wygórowane oczekiwania, konwenanse, konflikt interesów – młodszy wiekiem Fripp zniósłby to wszystko i cierpiał. Starszy Fripp ostrożnie wybiera źródła swojego cierpienia. King Crimson został wyłączony i tak już pozostanie.

W sierpniu 2012, Fripp w wywiadzie dla Financial Times ogłosił zakończenie swojej działalności artystycznej i skoncentrowanie się wyłącznie na sprawach biznesowych.

### Po 2013
We wrześniu 2013 formacja wznowiła działalność. W reaktywacji zespołu nie wziął udziału Adrian Belew: „Robert poinformował mnie e-mailowo, że startuje z 7-osobową wersją zespołu. Powiedział, że nie będę się nadawał do tego, co ma robić nowy King Crimson”. Fripp do współpracy zaprosił perkusistów Pata Mastelotto, Gavina Harrisona, Billa Rieflina, basistę Tony’ego Levina, związanego z King Cirmson w latach 70. flecistę i saksofonistę Mela Collinsa oraz gitarzystę Jakko Jakszyka, który objął także funkcję głównego wokalisty. W lipcu 2014 zespół zaprezentował fragment premierowego materiału, natomiast we wrześniu oraz październiku odbył amerykańską trasę koncertową.
W styczniu 2015 ukazał się koncertowy Live at the Orpheum, koniec roku wypełniły koncerty w Europie, Kanadzie oraz Japonii. Na rok 2016 zostało zapowiedziane europejskie tournée obejmujące cztery wrześniowe występy w Polsce we Wrocławiu i Zabrzu. W 2016 roku do zespołu dołączył Jeremy Stacey, kolejny perkusista.
W dniach od 13 do 18 czerwca 2018 zespół dwoma koncertami w Poznaniu i trzema w Krakowie otworzył europejską trasę koncertową Uncertain Times, grając w składzie ośmioosobowym (Robert Fripp, Tony Levin, Mel Collins, Jakko Jaszyk i czterech perkusistów: Bill Rieflin, Gavin Harrison, Pat Mastelotto i Jeremy Stacey). 25 marca 2020 roku w wieku 59 lat zmarł perkusista Bill Rieflin. Od tej pory zespół liczył 7 osób.
9 lutego 2022 roku zmarł na raka jeden z członków założycieli King Crimson i Foreigner, Ian McDonald.
W marcu 2022 roku światową premierę miał film dokumentalny, In the Court of the Crimson King: King Crimson at 50 w reżyserii Toby’ego Amiesa. Kręcenie filmu rozpoczął on około 2019 roku, w 50. rocznicę ukazania się debiutanckiego albumu, In The Court of The Crimson King.
W październiku 2022 roku w Londynie podczas sesji pytań i odpowiedzi po projekcji filmu In the Court of the Crimson King: King Crimson at 50 Fripp wymienił siedmioosobowy skład King Crimson z 2021 roku jako „ostateczne wcielenie” tego zespołu. Zapytany, czy kiedykolwiek mógłby istnieć skład, który by jego nie obejmował, odpowiedział: „Nie! Dlaczego? Ponieważ widzę całość. Widzę muzykę. Widzę muzyków. Widzę publiczność i widzę przemysł muzyczny... i trzeba zaangażować się w to wszystko, aby mieć przegląd”. Więc to jest szybka odpowiedź.
W opublikowanym w marcu 2023 roku na łamach The Forward wywiadzie Tony Levin odniósł się do ostatniej trasy koncertowej King Crimson z grudnia poprzedniego roku i swojej rozmowy z Robertem Frippem dotyczącej przyszłości zespołu:

„Wiem, że lepiej nie wypowiadać się w imieniu Roberta, ale kiedy ostatnio z nim byłem – trasa koncertowa zakończyła się w Japonii pod koniec 2022 roku – odbyliśmy miłą rozmowę o przyszłości i tym, co może się wydarzyć. Powiedział mi, że nie ma planów, aby King Crimson robił cokolwiek innego, ale pozwoli King Crimson porozmawiać z nim, jeśli zechce. Zinterpretowałem to tak, że nie ma on żadnych planów i prawdopodobnie nie będzie nic innego, ale nie jest niemożliwe, że tak się stanie”.

### Działalność poboczna i inne projekty
Byli i obecni członkowie King Crimson na przestrzeni lat wzięli udział w licznych, często dość efemerycznych projektach, mniej lub bardziej związanych z macierzystą formacją. Dość jednakże powiedzieć, że ilość płyt nagranych z udziałem muzyków zespołu w chwili obecnej wynosi więcej niż 1500. Niniejsza sekcja jest poświęcona ważniejszym z tych przedsięwzięć. Oprócz tego muzycy King Crimson współpracowali z wieloma innymi grupami i artystami m.in.: Yes, Bad Company, Andy Summers, Brian Eno, Talking Heads, Emerson, Lake and Palmer, Laurie Anderson, Frank Zappa, Camel.
- Bruford i Levin, jako Bruford Levin Upper Extremities, nagrali dwie płyty: Bruford Levin Upper Extremities oraz Blue Nights, kolejno z 1998 i 1999. W 1997 basista wraz z trzema muzykami Dream Theater – Petrucci, Rudess, Portnoy – utworzyli Liquid Tension Experiment. Na dorobek składają się dwa wydawnictwa: Liquid Tension Experiment (1998) i Liquid Tension Experiment 2 (1999). Bez Petrucciego w 2007 światło dzienne ujrzał Spontaneous Combustion pod szyldem Liquid Trio Experiment.
- W 2000 została powołana do życia grupa 21st Century Schizoid Band w składzie: Ian McDonald, Mel Collins, Peter Giles, Michael Giles (zastąpionym w późniejszym okresie przez Iana Wallace’a) oraz Jakko Jakszyk w roli wokalisty – głównie wykonywała utwory King Crimson z okresu lat 1960-1980. Na przestrzeni 2002–2006 ukazały się cztery płyty koncertowe.
- W 2002 został zawiązany duet Mastelotto – Gunn, jako TU, muzycy pod tym szyldem wydali kilka płyt m.in.: Official Bootleg oraz Trey Gunn & Pat Mastelotto, obie z 2004. Jako KTU wraz z Kimmo Pohjonen: 8 Armed Monkey (2005) i Quiver (2009). Mastelotto w kolejnych latach z Markusem Reuterem nagrywał płyty jako Tuner – m.in.: Totem (2005), Pole (2007), Zwar (2009).
- Ian Wallace oraz Jody Nardone i Tim Landers, pod nazwą Crimson Jazz Trio w 2005 wydali King Crimson Songbook, Volume One, która zawierała jazzowe opracowania takich utworów jak np.: 21st Century Schizoid Man, Red, Three of A Perfect Pair. Już po śmierci Wallace’a, w 2009 ukazała się King Crimson Songbook, Vol. 2[90].
- We wrześniu 2008 powstał Crimson Project – byli to Adrian Belew, Tony Levin, Pat Mastelotto, Eddie Jobson oraz Eric Slick (z Adrian Belew Power Trio) – muzycy dali jeden koncert podczas festiwalu w Rosji. Mastelotto z Levinem z tym samym roku utworzyli Stick Men.
- Fripp, Mel Collins, Jakszyk jako A King Crimson ProjeKct (znany również pod nazwą ProjeKct 7[5]) w 2011 wydali płytę A Scarcity of Miracles.
- Na początku kwietnia 2024 roku czterech muzyków: Adrian Belew, Tony Levin, perkusista Tool Danny Carey i gitarzysta Steve Vai ogłosiło, że pod pseudonimem BEAT będą celebrować rocznicę King Crimson podczas trasy koncertowej w Ameryce Północnej jesienią 2024 roku. Zespół zyskał aprobatę Roberta Frippa[91]: „To jest projekt, w sprawie którego Adrian Belew zadzwonił do mnie jesienią ubiegłego roku, projekt, który wspieram i w pełni popieram, i o którym rozmawiałem ostatnio ze Steve’em Vai w McCabes w Santa Monica. Zasugerowałem nawet nazwę"[92]. Zaplanowana trasa rozpocznie się 12 września w San Jose i potrwa do 8 listopada w Las Vegas obejmując takie miasta jak: Los Angeles, Houston, Nowy Jork, Toronto i Nashville. Podczas 42 koncertów zespół, kierowany przez Belewa i Levina, zinterpretuje na nowo trzy albumy zespołu z lat 80.: Discipline, Beat i Three of a Perfect Pair. Jak stwierdził w komunikacie prasowym Belew: „King Crimson od 1981 do 1984 roku stworzył muzykę, która jest jedyna w swoim rodzaju”[91][92].

## Muzycy
| Rok  | Fripp | Giles | Lake | McDonald | Sinfeld | Collins | Haskell | McCulloch | Burrell | Wallace | Wetton | Bruford | Cross | Muir | Palmer-James | Belew | Levin | Gunn | Mastelotto | Harrison | Jakszyk | Rieflin | Stacey |
| ---- | ----- | ----- | ---- | -------- | ------- | ------- | ------- | --------- | ------- | ------- | ------ | ------- | ----- | ---- | ------------ | ----- | ----- | ---- | ---------- | -------- | ------- | ------- | ------ |
| 1969 | X     | X     | X    | X        | X       |         |         |           |         |         |        |         |       |      |              |       |       |      |            |          |         |         |        |
| 1970 | X     | X     | X    |          |         | X       |         |           |         |         |        |         |       |      |              |       |       |      |            |          |         |         |        |
| 1970 | X     |       |      |          | X       | X       | X       | X         |         |         |        |         |       |      |              |       |       |      |            |          |         |         |        |
| 1971 | X     |       |      |          | X       | X       |         |           | X       | X       |        |         |       |      |              |       |       |      |            |          |         |         |        |
| 1972 | X     |       |      |          |         |         |         |           |         |         | X      | X       | X     | X    | X            |       |       |      |            |          |         |         |        |
| 1974 | X     |       |      |          |         |         |         |           |         |         | X      | X       | X     |      | X            |       |       |      |            |          |         |         |        |
| 1974 | X     |       |      |          |         |         |         |           |         |         | X      | X       |       |      | X            |       |       |      |            |          |         |         |        |
| 1974 |       |       |      |          |         |         |         |           |         |         |        |         |       |      |              |       |       |      |            |          |         |         |        |
| 1981 | X     |       |      |          |         |         |         |           |         |         |        | X       |       |      |              | X     | X     |      |            |          |         |         |        |
| 1984 |       |       |      |          |         |         |         |           |         |         |        |         |       |      |              |       |       |      |            |          |         |         |        |
| 1994 | X     |       |      |          |         |         |         |           |         |         |        | X       |       |      |              | X     | X     | X    | X          |          |         |         |        |
| 1998 |       |       |      |          |         |         |         |           |         |         |        |         |       |      |              |       |       |      |            |          |         |         |        |
| 2000 | X     |       |      |          |         |         |         |           |         |         |        |         |       |      |              | X     |       | X    | X          |          |         |         |        |
| 2004 | X     |       |      |          |         |         |         |           |         |         |        |         |       |      |              | X     | X     |      | X          |          |         |         |        |
| 2008 | X     |       |      |          |         |         |         |           |         |         |        |         |       |      |              | X     | X     |      | X          | X        |         |         |        |
| 2013 | X     |       |      |          |         | X       |         |           |         |         |        |         |       |      |              |       | X     |      | X          | X        | X       | X       |        |
| 2016 | X     |       |      |          |         | X       |         |           |         |         |        |         |       |      |              |       | X     |      | X          | X        | X       |         | X      |
| 2017 | X     |       |      |          |         | X       |         |           |         |         |        |         |       |      |              |       | X     |      | X          | X        | X       | X       | X      |

### Ostatni skład zespołu
- Robert Fripp – gitara, syntezator gitarowy, soundscapes, elektryczne pianino, melotron, instrumenty klawiszowe (1969-1974; 1981–1984; 1994–2010; 2013–2021)
- Mel Collins – saksofon, flet, melotron, śpiew (1970–1972; 1974; 2013–2021)
- Tony Levin – gitara basowa, chapman stick, kontrabas, syntezatory, wokal wspierający (1981–1984; 1994–1999; 2003–2010; 2013–2021)
- Pat Mastelotto – akustyczna i elektroniczna perkusja, instrumenty perkusyjne (1994–2010; 2013–2021)
- Gavin Harrison – perkusja (2007−2010; 2013–2021)
- Jeremy Stacey – perkusja, instrumenty klawiszowe, śpiew (2013–2021)
- Jakko Jakszyk – gitara, flet, śpiew (2013–2021)

### Byli członkowie zespołu
- Adrian Belew – śpiew, gitara, syntezator gitarowy, elektroniczna perkusja (1981–1984; 1994–2010)
- Greg Lake (zmarły) – gitara basowa, śpiew, tamburyn (1969–1970)[93]
- Michael Giles – perkusja, śpiew (1969–1970)
- Ian McDonald (zmarły) – saksofon, klarnet, flet, melotron, śpiew (1969; 1974)[94][95]
- Peter Sinfield (zmarły) – teksty, syntezatory (1969–1971)
- Gordon Haskell (zmarły) – gitara basowa, śpiew (1970)
- Andy McCulloch – perkusja (1970)
- Rick Kemp – gitara basowa (1971)
- Boz Burrell (zmarły) – gitara basowa, śpiew (1971–1972)[96][97]
- Ian Wallace (zmarły) – perkusja, instrumenty perkusyjne, śpiew (1971–1972)[98][99].
- John Wetton (zmarły) – gitara basowa, śpiew, gitara elektryczna, fortepian (1972–1974)
- Jamie Muir (zmarły) – instrumenty perkusyjne (1972–1973)
- Bill Bruford – akustyczna i elektroniczna perkusja (1972-1998)
- David Cross – skrzypce, altówka, flet, melotron, pianino elektryczne, instrumenty klawiszowe (1972–1974)
- Trey Gunn – warr guitar, chapman stick, gitara barytonowa (1994−2003)
- Bill Rieflin (zmarły) – perkusja, instrumenty klawiszowe, śpiew (2013–2016; 2017–2020)

### Współpracownicy
- Peter Giles – gitara basowa (album In the Wake of Poseidon)
- Keith Tippett – fortepian, elektryczne pianino (albumy In the Wake of Poseidon, Lizard i Islands)
- Marc Charig – kornet (albumy Lizard, Islands i Red)
- Nick Evans – puzon (albumy Lizard i Islands)
- Harry Miller – kontrabas (album Islands)
- Robin Miller – obój (albumy Lizard, Islands i Red)
- Paulina Lucas – śpiew (album Islands).
- Jon Anderson – gościnnie śpiew (album Lizard)
- Eddie Jobson – skrzypce, elektryczne pianino (album USA)
- Richard Palmer-James – słowa (albumy Larks’ Tongues in Aspic, Starless and Bible Black i Red)

## Dyskografia
Albumy studyjne
- In the Court of the Crimson King (1969)
- In the Wake of Poseidon (1970)
- Lizard (1970)
- Islands (1971)
- Larks’ Tongues in Aspic (1973)
- Starless and Bible Black (1974)
- Red (1974)
- Discipline (1981)
- Beat (1982)
- Three of a Perfect Pair (1984)
- THRAK (1995)
- The ConstruKction of Light (2000)
- The Power to Believe (2003)